# Max Weinreich
Max Weinreich (geboren 22. April 1894 in Kuldīga, Kurland, Russisches Kaiserreich; gestorben 29. Januar 1969 in New York) war Jiddist und Leiter des Yidisher Visnshaftlekher Institut (YIVO).

## Leben und Wirken
Max Weinreich wuchs in einer Deutsch und Russisch sprechenden Familie auf und wandte sich unter dem Einfluss der Bundisten dem Jiddischen zu. Er besuchte das Gymnasium Libau und studierte ab 1913 in Sankt Petersburg und nach dem Ersten Weltkrieg in Berlin und Marburg. 1923 wurde er bei Ferdinand Wrede zum Thema Geschichte und gegenwärtiger Stand der jiddischen Sprachforschung promoviert und er übersetzte die Dissertationsschrift auch ins Jiddische. In seiner Berliner Zeit Anfang der 1920er Jahre übersetzte er einzelne Schriften Sigmund Freuds und von Ernst Toller Die Wandlung ins Jiddische und aus dem Russischen ein Lehrbuch für den Geschichtsunterricht, das in Dresden gedruckt wurde. In Berlin begann er unter dem Pseudonym Sore Brener als Korrespondent für die New Yorker jiddischsprachige Zeitung Forverts zu schreiben, dies auch noch, als er 1923 nach Polen ging.
Weinreich gründete und leitete von 1925 bis 1939 in Wilna das Yidisher Visnshaftlekher Institut (YIVO). Wilna fiel aufgrund des Deutsch-sowjetischen Nichtangriffspaktes 1939 an Litauen, das dann von der UdSSR okkupiert wurde, und Weinreich emigrierte in die USA. Ab 1940 führte er das YIVO in New York als YIVO Institute for Jewish Research weiter und lehrte als Professor für Literaturgeschichte am City College in New York.
Seine Einstellung zum Jiddischen war eine sehr puristische (so bekämpfte er unter anderem Lehnwörter aus dem Neuhochdeutschen, die sogenannten daytshermizmen), was ihn in einen Gegensatz zu Philologen wie Yudel Mark und Nahum Stutchkoff brachte.
Weinreich war sehr engagiert in der Aufklärung über die Verstrickung deutscher Wissenschaftler in den Nationalsozialismus und ihr Engagement in den deutschen nationalsozialistischen Antisemitismus, der das Fundament für die Shoah lieferte. 1946 gab er das Buch Hitler’s Professors – the part of scholarship in Germany’s Crimes against the Yewish people im YIVO heraus, das eine fundierte Beobachtung der deutschen Wissenschaft während des Nationalsozialismus enthielt, aber in Deutschland kaum beachtet und auch nicht übersetzt wurde.
Sein Sohn Uriel Weinreich war Herausgeber eines der wichtigsten zweisprachigen jiddischen Wörterbücher, des Modern Yiddish-English English-Yiddish Dictionary.

### Sprache oder Dialekt
Max Weinreich wird oft mit einem bekannten Ausspruch darüber in Verbindung gebracht, was eine Sprache von einem Dialekt unterscheide: „Eine Sprache ist ein Dialekt mit einer Armee und einer Marine“ (jiddisch אַ שפראַך איז אַ דיאַלעקט מיט אַן אַרמײ און פֿלאָט ‚a schprach is a dialekt mit an armej un flot‘ – häufig in englischer Umschrift „a shprakh iz a dialekt mit an armey un flot“). Er findet sich in einem Artikel von ihm in yivo bleter, Januar–Juni 1945, S. 13. Weinreich hatte ihn selbst im Rahmen einer Vorlesung gehört und trug daraufhin zu seiner Verbreitung bei.

## Schriften (Auswahl)
In Deutsch oder ins Deutsche übersetzt
- Studien zur Geschichte und dialektischen Gliederung der jiddischen Sprache. Philipps-Universität Marburg, 1923.
- Das Jiddische Wissenschaftliche Institut (»Jiwo«), die wissenschaftliche Zentralstelle des Ostjudentums, 1931.
- Geschichte der jiddischen Sprachforschung, hrsg. von Jerold C. Frakes, 1993

In Jiddisch
- Mekhires-Yosef: ... aroysgenumen fun seyfer »Tam ve-yashar« un fun andere sforim ..., 1923.
- Shtaplen fir etyudn tsu der yidisher shprakhvisnshaft un literaturgeshikhte, 1923.
- Shturemvint. Bilder fun der yidisher geshikhte in zibtsntn yorhundert, 1927.
- Bilder fun der yidisher literaturgeshikhte fun di onheybn biz Mendele Moykher-Sforim, 1928.
- (zusammen mit F. Haylperin:) Praktishe gramatik fun der yidisher shprakh, 1929.
- Di geshikhte fun beyzn beyz, 1937.
- Di shvartse pintelekh. Vilne: Yidisher visnshaftlekher institut, 1939.
- Di yidishe visnshaft in der hayntiker tsayt. Nyu-York 1941.
- Hitlers profesorn. Kheylek fun der daytsher visnshaft in daytshland farbrekhns kegn yidishn folk. Hrsg.: Yidisher visnshaftlekher institut, Historishe sektsye, Nyu-York 1947.
- Fun beyde zaytn ployt. Dos shturemdike lebn fun Uri Kovnern, dem nihilist, 1955
- Geshikhte fun der yidisher shprakh: bagrifn, faktn, metodn. Yivo, New York 1973.[5]
- Oysgeklibene shriftn, hrsg. von Shmuel Rozhanski, 1974.

- (Hrsg., zusammen mit D. Aynhorn und Sh. Gorelik:) Der onheyb: zamlbukh far literatur un visnshaft, 1922.
- (Hrsg.): Nahum Stutchkoff: Oytser fun der yidisher shprakh [Thesaurus der jiddischen Sprache]. YIVO, New York 1950.

ins Englische übersetzt
- History of the Yiddish language. Auszüge. Übersetzt von Shlomo Noble, mit der Hilfe von Joshua A. Fishman. University of Chicago Press, 1980.[6] Neuauflage in zwei Bänden, Hrsg. von Paul (Hershl) Glasser. Yale University Press, New Haven 2008.[7]
- Hitler’s professors. The part of scholarship in Germany’s crimes against the jewish people. Yewish Scientific Institute YIVO, New York 1946. 2. Aufl. mit neuem Vorwort, Yale University Press, New Haven 1999, ISBN 0300053878 (in Google books lesbar). Wieder: Literary Licensing Llc, 2011, ISBN 1258030888.

## Festschrift
- For Max Weinreich on his seventieth birthday; studies in Jewish languages, literature, and society. 1964.